# Jinseo-myeon, Buan-gun
Jinseo-myeon (koreanska: 진서면) är en socken i Sydkorea. Den ligger i kommunen Buan-gun i  provinsen Norra Jeolla, i den västra delen av landet, 220 km söder om huvudstaden Seoul.
Delar av Byeonsanbando nationalpark ligger i Jinseo-myeon.